# Danny Chan
Danny Chan (en chino tradicional, 陳百強; en chino simplificado, 陈百强, cantonés: Chan Bak-Keung) (Hong Kong, 7 de septiembre de 1958 - Hong Kong, 25 de octubre de 1993) fue un cantante hongkonés. 

## Carrera
Chan ganó el tercer premio en el "HK Pop Song Composition Competition" en 1977. En ese mismo año, hizo su presentación en la Hong Kong Televisión Broadcast Limited (TVB) con la novela "Sweet Babe". En 1978, ganó el premio "Hong Kong Yamaha Electone Festival". Dio su primer concierto en Hong Kong ese mismo año. Su primer álbum, "First Love," fue lanzado en 1979. 
Chan firmó subsiguientemente un contrato de música con HK EMI. Después de pasar varios años con HK EMI, firmó con Warner Brothers de Hong Kong, donde alcanzó estatus de superestrella. En 1985, firmó con DMI, que era la unión entre EMI y Dickson Poon. Con EMI, Chan lanzó varios álbumes de éxito. Volvió a Warner Brothers Hong Kong al final de la década de 1980. 
La carrera de Chan alcanzó el máximo a principios de los años ochenta cuando lideró la banda Warneres y cantó varias canciones éxitos como 偏偏喜歡你 (Siempre te amaré), 今宵多珍重 (Cuídate esta noche) y 不 (No). Danny Chan fue considerado al mismo nivel que sus contemporáneos hongkoneses Leslie Cheung y Alan Tam. 
Durante el espacio de su carrera musical, Chan tuvo muchos conciertos Hong Kong, China, Japón, Singapur, Australia, Tailandia, Canadá y Estados Unidos. Chan también participó y representó a Hong Kong en festivales de la canción como el Festival de música de Nagasaki Asia en Japón (1988), Concierto de Música de la Paz (1988), Tokyo Music Festival (1989) y el Shanghai Music Festival en China (1991). También fue invitado a actuar en Seúl, Corea del Sur durante los Juegos Olímpicos de Seúl 1988 en la ceremonia de apertura. En 1988, actuó en presencia de la princesa real tailandesa en la Exposición tailandesa de la Caridad. En 1991, Chan anunció su decisión de dejar la industria musical de Hong Kong. Tuvo un concierto de despedida en Shanghái en 1992 y después abandonó la música Cantopop.

## Muerte y especulación
Hacia el final de la década de 1980 se especulaba que Chan sufría de alcoholismo por la prensa por lo que su carrera se vio perjudicada con respecto a otras estrellas del cantopop de Hong Kong, Alan Tam y Leslie Cheung. El 18 de mayo de 1992, Chan fue encontrado inconsciente y llevado al Queen Mary Hospital de Hong Kong. Nunca recobró el conocimiento y murió 17 meses después a la edad de 35 años. Inmediatamente se desataron las especulaciones sobre las causas de su muerte, desde el consumo de drogas y alcohol al intento de suicidio por ingesta de píldoras a causa de una depresión.
- Datos: Q718123
- Multimedia: Danny Chan Bak-keung / Q718123